# کبیکسی
کبیکسی (انگلیسی: Cabixi) یک منطقهٔ مسکونی در برزیل است که در ایالت روندونیا واقع شده‌است. جمعیت آن ۵۱۸۸ نفر (۲۰۲۰) و مساحت آن ۱۳۱۴ کیلومتر مربع است. کبیکسی جنوبی ترین شهر روندونیا است.